# Araçuaí
Araçuaí é um município brasileiro no interior do estado de Minas Gerais, Região Sudeste do país. Localiza-se no Vale do Jequitinhonha e está situado a cerca de 678 km a nordeste da capital do estado. Ocupa uma área de 2 236 km² e sua população em 2024 era de 35 250 habitantes. Teve o registro de cidade mais quente do Brasil, durante a onda de calor de novembro de 2023.

## Topônimo
A origem do nome "Araçuaí" possui duas versões: segundo Auguste de Saint-Hilaire, o nome foi dado pelos paulistas ao rio, porque tinham encontrado nele grande quantidade de ouro, teriam exclamado eles: "ouro só ali", e que, desta frase se fez Araçuaí.[carece de fontes?] De acordo com o filólogo Eduardo de Almeida Navarro, Araçuaí provém da língua tupi, por meio da composição entre as palavras araso’iá (araçoia) e ‘y (rio), significando portanto “rio das araçoias”.
Até ser elevado a categoria de vila, em 1857, o lugar foi chamado de Calhau, devido a grande quantidade de calhais existentes na região.

## História
Antes da chegada dos europeus, o atual município de Araçuaí foi habitado pelos índios tocoiós e botocudos.
O Padre Carlos Pereira de Moura havia fundado a Aldeia do Pontal, atualmente Itira. A aldeia se localizava ao lado do encontro de dois grandes rios: o Jequitinhonha e o Araçuaí. A aldeia tinha um conjunto de qualidades para evoluir para uma cidade, como o fácil acesso às canoas, mas o padre era excessivamente exigente e autoritário, proibindo ali bebidas alcoólicas e prostitutas.
Então, as meretrizes emigraram subindo o rio Araçuaí, e, os canoeiros mudaram de porto, atraídos por elas.
As prostitutas foram abrigadas por Luciana Teixeira, proprietária da Fazenda da Boa Vista da Barra do Calhau, em suas terras à margem direita do ribeirão Calhau e do Araçuaí. Esse tornou-se o ponto de arribada das canoas que subiam o Jequitinhonha. Luciana iniciou um aldeamento em suas terras, em 1817.
Com o tempo, o local foi ganhando importância. Foi elevado a categoria de Sede de Distrito em 1857.  Foi instalado sob a denominação Vila de Arassuahy em 1 de julho de 1871 e em 21 de setembro do mesmo ano foi elevada a categoria de cidade, com o nome de Araçuaí.
Até 1911, a cidade era a capital de todo o Nordeste de Minas. Em 1882, foi implantada a Estrada de Ferro Bahia e Minas, que ligava a cidade baiana de Caravelas a Araçuaí, sendo desativada e extinta em 1966. Com a abertura da BR-116, a cidade perdeu muito de sua importância.
Hoje, Araçuaí é considerado um centro comercial e um polo educacional do Médio Jequitinhonha.

## Geografia
De acordo com a divisão regional vigente desde 2017, instituída pelo IBGE, o município pertence às Regiões Geográficas Intermediária de Teófilo Otoni e Imediata de Araçuaí. Até então, com a vigência das divisões em microrregiões e mesorregiões, fazia parte da microrregião de Araçuaí, que por sua vez estava incluída na mesorregião do Jequitinhonha.

### Hidrografia
- Bacia Rio Jequitinhonha
- Principal rio: Rio Araçuaí

### Clima
Seu clima é semiárido ao úmido, com total pluviométrico anual de 700 milímetros (mm) distribuídos irregularmente ao longo do ano, concentrando-se no período de outubro a março. Segundo dados do Instituto Nacional de Meteorologia (INMET), desde 1931 a menor temperatura registrada em Araçuaí foi de 3 °C em 28 de julho de 1942, porém o recorde mínimo absoluto desde 1918, quando tiveram início as medições, foi de 1,8 °C em 12 de julho de 1927. A máxima absoluta atingiu 44,8 °C em 19 de novembro de 2023, durante uma onda de calor intensa. Esse foi o recorde de maior temperatura do Brasil, superando os 44,7 °C observados em Bom Jesus, Piauí, em 21 de novembro de 2005.
O maior acumulado de precipitação em 24 horas foi de 129,1 milímetros (mm) em 7 de dezembro de 2000. Outros grandes acumulados iguais ou superiores a 100 mm foram: 115,2 mm em 24 de novembro de 1945, 115 mm em 18 de dezembro de 1943, 108,4 mm em 4 de dezembro de 1983, 107,5 mm em 2 de janeiro de 1960, 106,4 mm em 29 de outubro de 1949, 106,3 mm em 24 de fevereiro de 1968, 105 mm em 25 de novembro de 1996, 103,6 mm em 29 de novembro de 1987 e 13 de novembro de 2000, 102,8 mm em 7 de fevereiro de 1944 e 100,9 mm em 5 de novembro de 2002.
| Dados climatológicos para Araçuaí (OMM: 83442)                                                                    | Dados climatológicos para Araçuaí (OMM: 83442) | Dados climatológicos para Araçuaí (OMM: 83442) | Dados climatológicos para Araçuaí (OMM: 83442) | Dados climatológicos para Araçuaí (OMM: 83442) | Dados climatológicos para Araçuaí (OMM: 83442) | Dados climatológicos para Araçuaí (OMM: 83442) | Dados climatológicos para Araçuaí (OMM: 83442) | Dados climatológicos para Araçuaí (OMM: 83442) | Dados climatológicos para Araçuaí (OMM: 83442) | Dados climatológicos para Araçuaí (OMM: 83442) | Dados climatológicos para Araçuaí (OMM: 83442) | Dados climatológicos para Araçuaí (OMM: 83442) | Dados climatológicos para Araçuaí (OMM: 83442) |
| Mês | Jan                                            | Fev                                            | Mar                                            | Abr                                            | Mai                                            | Jun                                            | Jul                                            | Ago                                            | Set                                            | Out                                            | Nov                                            | Dez                                            | Ano                                            |
| --- | ---------------------------------------------- | ---------------------------------------------- | ---------------------------------------------- | ---------------------------------------------- | ---------------------------------------------- | ---------------------------------------------- | ---------------------------------------------- | ---------------------------------------------- | ---------------------------------------------- | ---------------------------------------------- | ---------------------------------------------- | ---------------------------------------------- | ---------------------------------------------- |
| Temperatura máxima recorde (°C)                                                                                   | 41,2                                           | 42                                             | 40,8                                           | 39,6                                           | 38,6                                           | 36,6                                           | 36,2                                           | 39,4                                           | 42,2                                           | 44                                             | 44,8                                           | 41,7                                           | 44,8                                           |
| Temperatura máxima média (°C)                                                                                     | 33,7                                           | 34,7                                           | 33,7                                           | 32,6                                           | 30,9                                           | 29,8                                           | 29,6                                           | 31                                             | 32,8                                           | 34                                             | 32,3                                           | 32,8                                           | 32,3                                           |
| Temperatura média compensada (°C)                                                                                 | 26,7                                           | 27,2                                           | 26,7                                           | 25,7                                           | 23,8                                           | 22,5                                           | 22,2                                           | 23,5                                           | 25,5                                           | 26,9                                           | 26,1                                           | 26,2                                           | 25,3                                           |
| Temperatura mínima média (°C)                                                                                     | 21,6                                           | 21,8                                           | 21,7                                           | 20,7                                           | 18,4                                           | 16,7                                           | 16,2                                           | 17,1                                           | 19,7                                           | 21,6                                           | 21,6                                           | 21,5                                           | 19,9                                           |
| Temperatura mínima recorde (°C)                                                                                   | 13,8                                           | 13,6                                           | 12,2                                           | 9,4                                            | 5                                              | 5,4                                            | 3                                              | 4,4                                            | 6                                              | 10,2                                           | 11,4                                           | 13,2                                           | 3                                              |
| Precipitação (mm)                                                                                                 | 109,7                                          | 79,3                                           | 95,8                                           | 27,9                                           | 16,8                                           | 3,5                                            | 4                                              | 4,7                                            | 11,3                                           | 51,8                                           | 149,3                                          | 153,1                                          | 707,2                                          |
| Dias com precipitação                                                                                             | 8                                              | 6                                              | 8                                              | 4                                              | 2                                              | 1                                              | 1                                              | 1                                              | 1                                              | 4                                              | 10                                             | 11                                             | 57                                             |
| Umidade relativa compensada (%)                                                                                   | 66                                             | 62,2                                           | 65,4                                           | 64,7                                           | 63,8                                           | 62,2                                           | 58,9                                           | 53,8                                           | 51,2                                           | 53,3                                           | 65,2                                           | 69,4                                           | 61,3                                           |
| Insolação (h) | 220                                            | 210,9                                          | 188,9                                          | 175,2                                          | 183,1                                          | 177,3                                          | 189                                            | 194,2                                          | 175,8                                          | 190,8                                          | 169,6                                          | 181,1                                          | 2 255,9                                        |
| Fonte: INMET (normal climatológica de 1991-2020; horas de sol: 1981-2010; recordes de temperatura: 1931-presente) |                                                |                                                |                                                |                                                |                                                |                                                |                                                |                                                |                                                |                                                |                                                |                                                |                                                |

## Política

### Administração atual
- Prefeito: Tadeu Barbosa de Oliveira (2025/2028)
- Vice-prefeito: Kélvio Marcílio Silva Oliveira (2025/2028)
- Presidente da câmara: Thiago Sensação (2025/2027)

### Relação dos prefeitos e vices
Eleições diretas no Brasil em 1920
- 1º - Franklin Fulgêncio Alves Pereira (Dentista) - 1930 a 1945
- 2º - Odin Indiano do Brasil Americano – Juiz de Direito
- 3° - Raul de Matos Paixão (comerciante) poucos meses
- 4° - Mário Freitas da Silva (Advogado) até dezembro de 1946
- 5° - Cantidio Amaral (comerciante) -1° Vice - prefeito: Monsenhor Clóvis Vieira da Fonseca
- 6° - José Zaiter Tanure (comerciante) 1951 a 1954 - 2° Vice - prefeito: Narciso Colares (Farmacêutico)
- 7º - Geraldo da Cunha Melo (Advogado) -3° Vice - prefeito: Nuno Austragesilo Fernandes Murta (Fazendeiro)
- 8° - Mucio Sévola Gonzaga Jayme (Médico) - 4° Vice- prefeito: Tulo Hostilio Gonzaga Jayme (Advogado)
- 9° - Geraldo da Cunha Melo (Advogado) 1963 a 1966 (segundo mandato) - 5° Vice - prefeito: Bitenil Martins da Silva (Comerciante)
- 10° - João Rodrigues de Oliveira (Comerciante) - 6° Vice - prefeito: Hamilton Fernandes Murta (Fazendeiro)
- 11° - Hamilton Fernandes Murta (Fazendeiro) 1970 a 1973 -7° Vice - prefeito: Ariene Chaves de Souza (Fazendeiro)
- 12° - Nazir Tanure (comerciante) 1973 a 1976 - 8° Vice - prefeito: Hider Jardim Tanure (Fazendeiro)
- 13° - João Rodrigues de Oliveira 1977 a 1982 -9° Vice - prefeito: Mario Timo do Amaral
- 14° - Arthur Berganholi (Médico) 1983 a 1988 - 10° Vice - prefeito: Pedro da Costa Almeida (Fazendeiro)
- 15° - José Cordeiro Barroso (comerciante) 1989 a 1992 -11° Vice - prefeito: Aécio Silva Jardim (Médico)
- 16° - Manoel Messias Marques Dias (Médico) 1993 a 1996 -12° Vice - prefeito: Leonardo Santos Oliveira
- 17° - Maria do Carmo Ferreira da Silva (Assistente Social) 1997 a 2000 - 13° Vice - prefeito: José Antônio Martins (Comerciante)
- reeleita para o período 2001 a 2004 repetindo o vice José Antônio Martins
- 18° - José Antônio Martins (Comerciante) 2004 a 2008 -14° Vice - prefeito: Armando Paixão (Médico)
- 19° - Aécio Silva Jardim (Médico) 2009 a 2012 - 15° Vice - prefeito: Leonardo Santos Oliveira (segundo mandato como vice prefeito)
- 20°- Armando Paixão (Médico) 2013 a 2016 - 16° Vice - prefeita: Rita Capdeville (Médica Pediatra)
- reeleito para o período 2017 a 2020 repetindo a vice Rita Capdeville
- 21° - Tadeu Barbosa de Oliveira (Administrador) 2021 a 2024. 17° Vice - prefeito: Kélvio Marcílio Silva Oliveira (Odontólogo)
- reeleito para o período 2025 a 2028 repetindo o vice Kélvio Marcílio